# Ballon de Paris
Le Ballon de Paris est un ballon captif, servant d'attraction touristique et d'outil de sensibilisation à la qualité de l'air, installé à Paris depuis 1999 dans le parc André-Citroën. Il est conçu et développé par la société Aerophile.

## Fonctionnement
Grâce au principe d'Archimède, un mètre cube d'hélium peut soulever 1 kg, donc 6 000 mètres cubes soulèvent 6 tonnes.
Le ballon avec sa nacelle, son enveloppe et son filet pèsent 2 tonnes environ.
Ainsi, le ballon peut élever jusqu'à 30 passagers (environ 2,5 tonnes), ce qui en fait le plus grand ballon captif au monde, et garder 1,5 tonne de lift dans le câble pour contrer la force du vent. Plus il y a de vent, plus on garde de lift, moins on emmène de passagers. Le câble peut résister jusqu'à 44 tonnes de traction.
Ce ballon mesure 35 mètres de haut pour 22,5 mètres de diamètre. Il monte à 150 mètres d'altitude, et parfois jusqu'à 300 mètres quand les vents sont calmes, ce qui en fait l'un des plus hauts points de Paris après la tour Eiffel. En vol, il est visible à 20 kilomètres à la ronde et il est quotidiennement vu par 400 000 personnes en 2013. C'est l'un des aéronefs les moins polluants du monde puisqu'il est animé par un treuil électrique.

## Histoire
Le maire de Paris, Jean Tiberi, accompagné des créateurs d'Aerophile, présentent le ballon en avril 1999 à la presse réunie au premier étage de la tour Eiffel. Lancé le 1er juillet 1999 dans le cadre des festivités de l'an 2000, il ne doit rester en place que jusqu'au 31 décembre 2000 mais, devant son succès, il est finalement prolongé. Il sert d'abord de support publicitaire à Fortis,.
Il est dégonflé fin 2001 et remis en service le 3 mai 2002 avec un nouvel annonceur, Eutelsat,.
Le 15 mai 2008, un nouveau ballon est inauguré. En partenariat avec la Banque populaire et Airparif (organisme agréé de surveillance de la qualité de l'air en Île-de-France), il change de couleur en fonction de la qualité de l'air ambiant dans Paris, de vert (bon) à rouge (mauvais) en passant par orange (médiocre). Ce système est complété d'un éclairage indépendant indiquant avec le même code couleur la qualité de l'air à proximité du trafic.
Il est dégonflé le 7 janvier 2013, et un nouveau ballon, bleu, est inauguré le 18 avril 2013, en présence de l'explorateur Jean-Louis Étienne. Il est rebaptisé l'« Observatoire atmosphérique Generali », la compagnie d'assurances italienne Generali ayant noué un partenariat de plus de 14 ans avec la Mairie de Paris.
Il est dégonflé le 9 janvier 2018 et un nouveau ballon, toujours sponsorisé par Generali mais blanc cette fois, est mis en service le 21 mars 2018, équipé d'un système auto-nettoyant.
Il embarque chaque année 50 000 visiteurs pour un spectacle d'environ 10 minutes. Il a ainsi accueilli un million de visiteurs en vingt ans, entre 1999 et 2019.

Historique des différents ballons
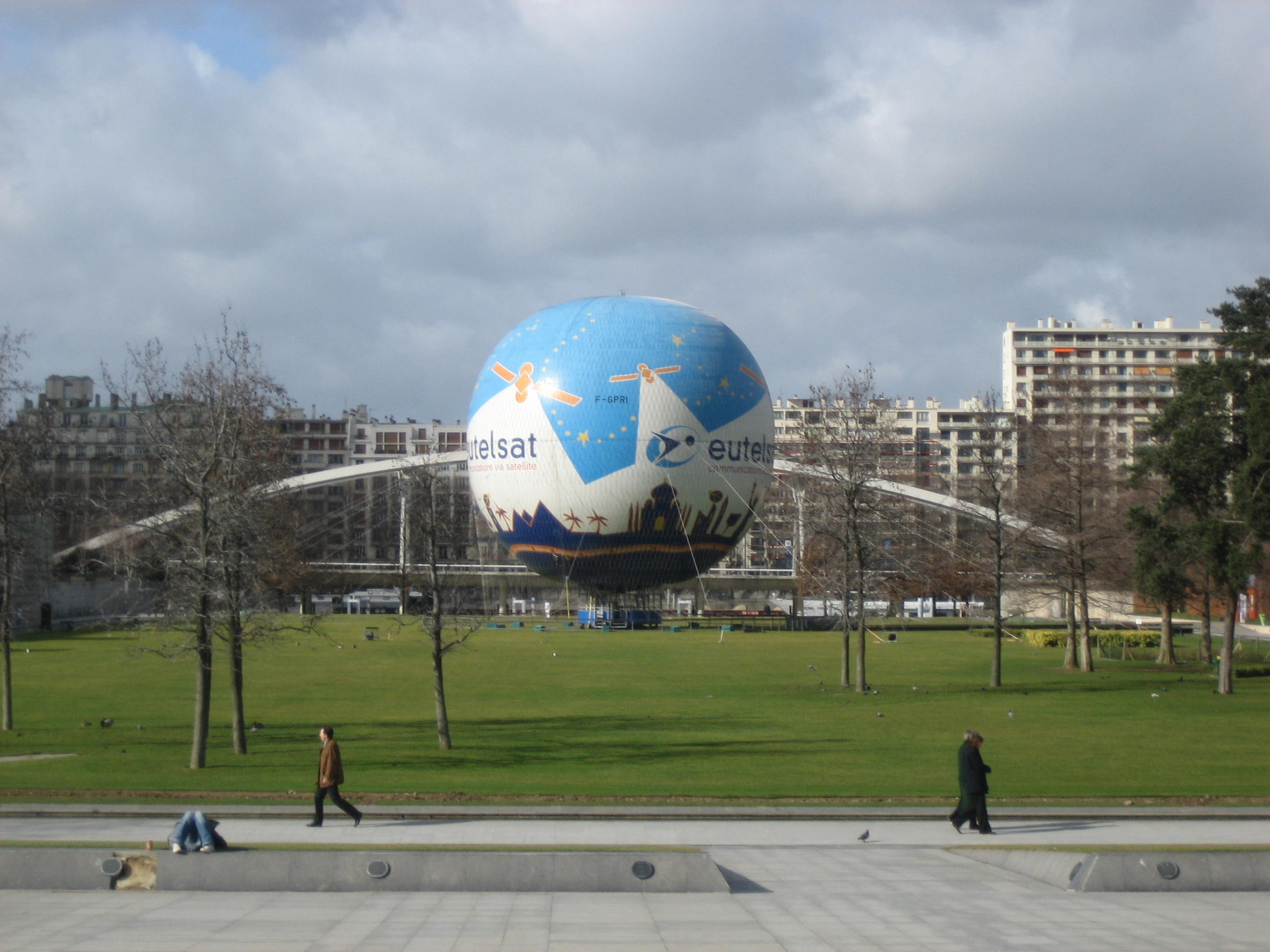
Ballon Eutelsat (2002–2008).
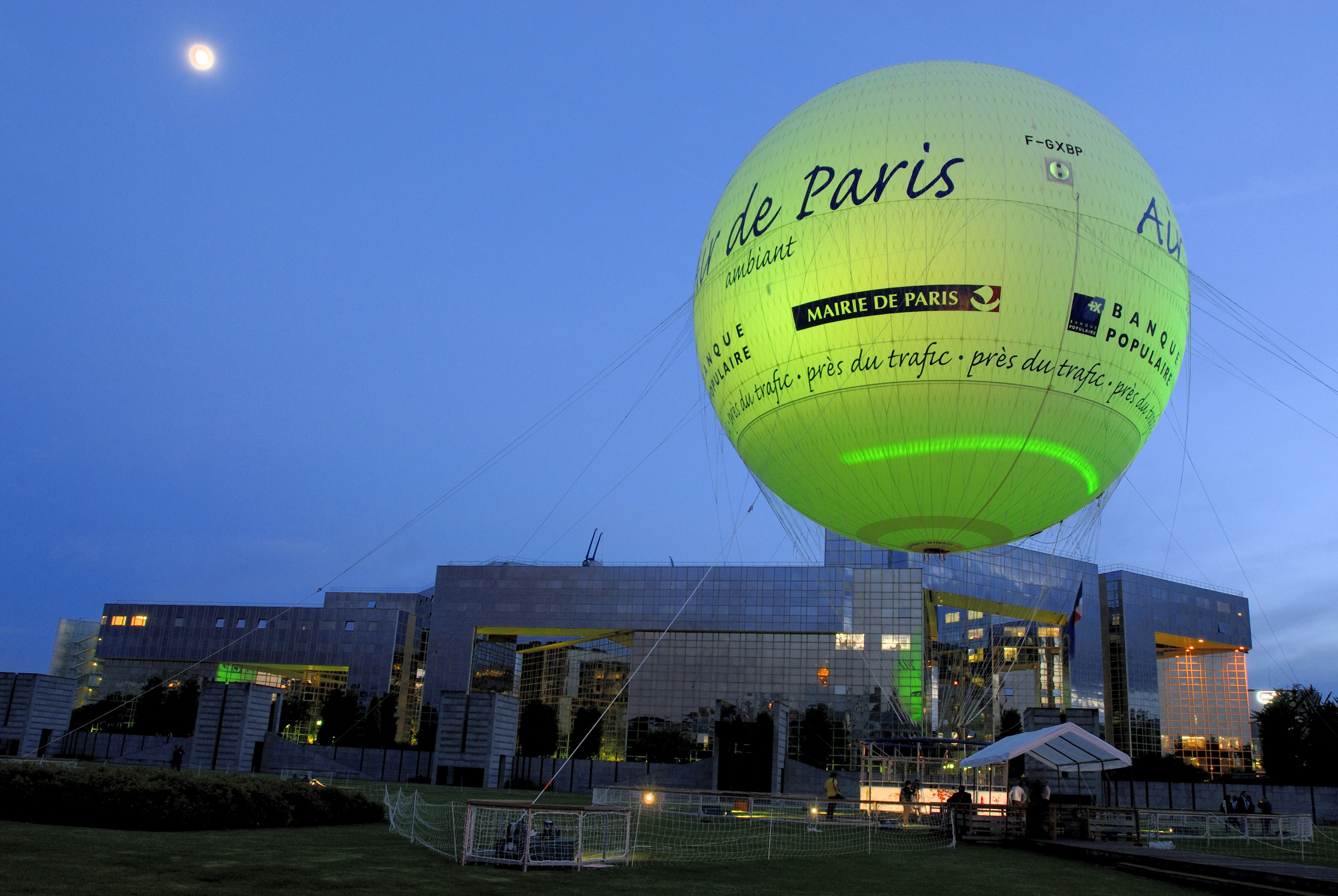
Ballon Air de Paris (2008–2013), le jour de son inauguration.
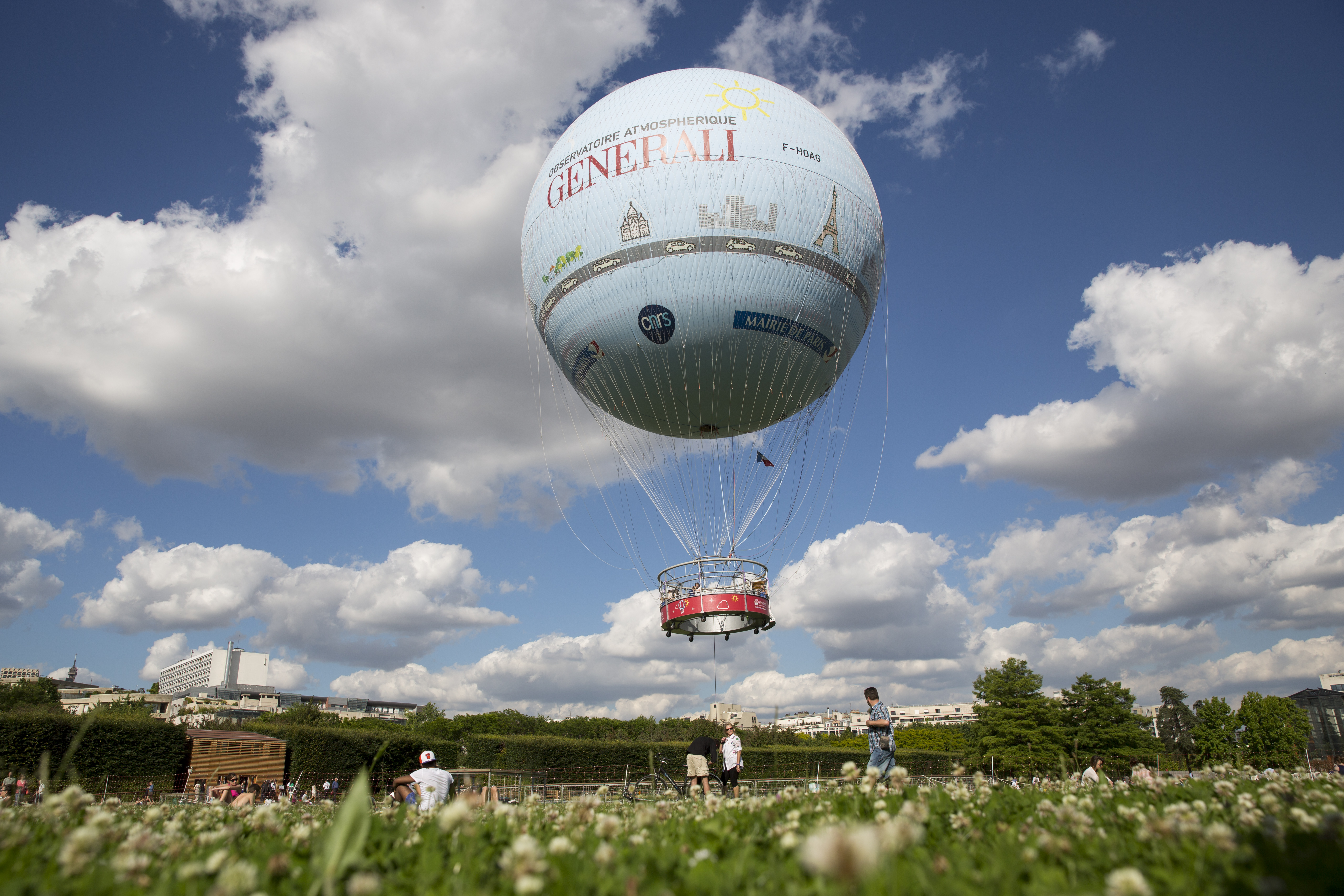
Ballon Generali bleu (2013–2018), en cours de décollage.
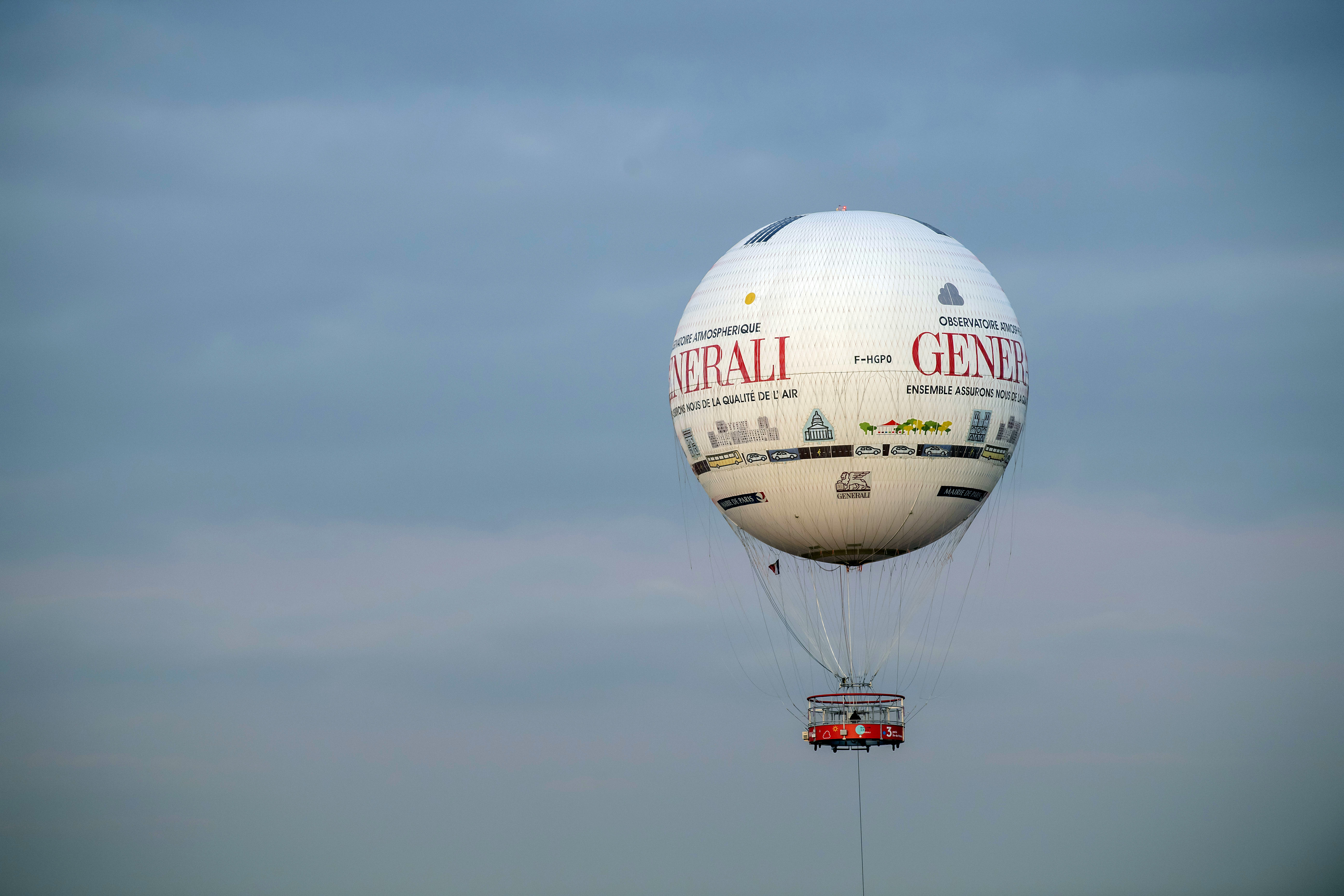
Ballon Generali blanc (depuis 2018).

## Qualité de l'air
Quatre laboratoires du CNRS utilisent le Ballon de Paris pour mener des études sur les basses couches de l'atmosphère, notamment le LPC2E (Laboratoire de physique et chimie de l'environnement et de l'espace) de Jean-Baptiste Renard, qui équipe le ballon avec le LOAC (Light Optical Aerosol Counter). Cet appareil de mesure qui compte et identifie les particules ultrafines, inférieures à 1 micromètre (PM1,0), était destiné initialement à fonctionner à 40 kilomètres d'altitude dans la stratosphère.